# Orden der Löwin zu Neapel

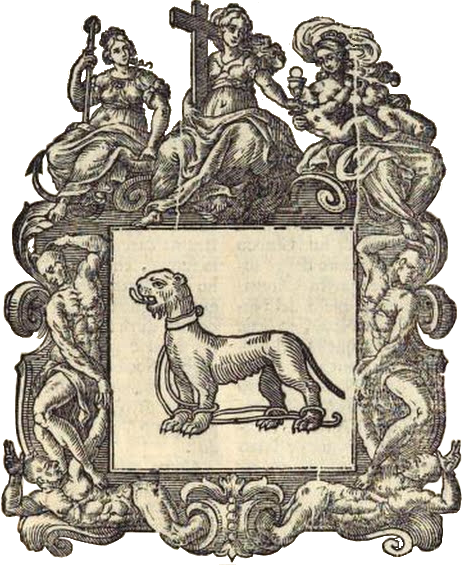
Ordensdekoration, hier kunstvoll umrahmt

Der Orden der Löwin (zu Neapel) (italienisch Ordine della Leonessa bzw. Ordine della Leonza) war ein 1388 gegründeter Ritterorden. Der Orden existierte nur kurze Zeit.
Leonessa ist das italienische Wort für Löwin. Der Name Leonza wurde von antiken Schriftstellern für nicht genauer spezifizierte Tiere mit löwen- bzw. allgemein katzenähnlicher Lende verwendet.
Gegründet wurde der Orden durch neapolitanische Privat- und Edelleute, die der Königin Margarethe von Neapel, Witwe von Karl III., wohlgesinnt waren. Margarethe hatte nach dem Tod ihres Mannes im Jahr 1386 vormundschaftlich die Regentschaft über Neapel für ihren Sohn Ladislaus wahrgenommen und floh 1387 vorerst ins Exil nach Gaeta.
Die Ordensdekoration war eine silberne bzw. auch goldene Löwin mit gebundenen Füßen. Das Ordenszeichen wurde  an einem Bande auf der Brust getragen.
In Neapel befindet sich das Grabmal des Arimanni Pignone, eines Cavaliere dell'Ordine della Leonza, von 1415. Des Weiteren gehörten dem Orden Marino Rocco del Seggio di Montagna, Martuccio Bonifacio, Kastellan des Castel dell’Ovo, Niccolò Aldemari aus dem Valle del Cilento, Sohn des Francesco di Firenze Cavaliere dell’Ordine della Stella, besagter Arimanni sowie Rostaino Pignone, Francesco Ponzetto und schließlich die Häupter der Familien d’Anna, Fellapane, Gattola, Liguori, Sassone und Scannasorice an.